# John Ralston Saul
John Ralston Saul, (Ottawa, Canadà, 19 de juny del 1947) és un escriptor i assagista canadenc i el president del PEN Club Internacional des del 2009.
Saúl és més conegut pels seus escrits sobre la naturalesa de l'individualisme, la ciutadania i el bé públic; els fracassos de les societats dirigides pels administradors (o, més precisament, la tecnocràcia), la confusió entre lideratge i gerencialisme; estratègia militar, en particular la guerra irregular; el paper de la llibertat d'expressió i cultura; i crítiques sobre el paradigma econòmic imperant.

## Biografia
Saul estudià a la McGill University a Montreal i al King's College a Londres. Feu el doctorat de filosofia el 1972. Després de treballar per a Petro-Canada esdevingué escriptor. Està casat amb l'exgovernadora canadenca Adrienne Clarkson.

## Obra
John Ralston Saul comença a escriure des de jove. Escrigué la seva primera publicació important, la novel·la política The Birds of Prey abans en francès, quan treballà a París. Retornà al Canadà i publicà el llibre el 1977. A França, es vengueren 2 milions d'exemplars.

### Voltaire's Bastards,The Doubter's CompanioniThe Unconscious Civilization
(Bastards de Voltaire, Diccionari del que dubta i La civilització inconscient) Aquests llibres tracten temes com la dictadura de la raó privilegiada sobre altres qualitats humanes, i com es pot utilitzar aquest "racionalisme" per a qualsevol finalitat especialment en un estat sense sentit que premia la recerca del poder pel poder. Argumenta que això condueix a deformacions del pensament com la ideologia promoguda com a veritat; les estructures racionals però antidemocràtiques del corporativisme, amb les quals significa l'adoració de petits grups; i l'ús del llenguatge i l'expertesa per amagar una comprensió pràctica del perjudici que causen aquestes estructures en la nostra societat. Argumenta que l'augment de l'individualisme sense tenir en compte el paper de la societat no ha creat una major autonomia i autodeterminació individuals, com s'esperava, sinó un aïllament i una alienació. Demana la recerca d'un ideal més humanista en què la raó s'equilibri amb altres capacitats mentals humanes com el sentit comú, l'ètica, la intuïció, la creativitat i la memòria, en benefici del bé comú, i parla de la importància del llenguatge no prefixat i la democràcia pràctica. Aquests atributs s'elaboren en el seu llibre de 2001, ‘On Equilibrium’.

### The Collapse of Globalism
(El col·lapse del globalisme) En un article escrit per al número de març de 2004 de la revista [Harper's], titulat El col·lapse del globalisme i el renaixement del nacionalisme, va argumentar que la ideologia globalista estava atacada per contra-moviments. Saul va replantejar i desenvolupar aquest argument a El col·lapse del globalisme i la reinvenció del món (2005). Lluny de ser una força inevitable, Saul va argumentar que la globalització ja s'està trencant davant l'oposició pública generalitzada i que en el món estava augmentant el nacionalisme. Després del col·lapse econòmic que havia previst, The Collapse of Globalism es va reeditar el 2009 amb un nou epíleg que va abordar la crisi actual.

## Activitats
El 21 d'octubre del 2009, John Ralston Saul fou elegit president del PEN Club Internacional i succeí l'escriptor txec Jiří Gruša.

## Premis
- 1996 Chevalier des Ordre des Arts et des Lettres (França)
- 1999 Companion of the Order of Canada (Canadà)
- 2004 Pablo Neruda International Presidential Medal of Honour (Xile)